# 臣卉堂琴譜
《臣卉堂琴譜》，古琴谱。清康熙二年郑方撰辑。

## 琴谱内容
卷首有康熙二年乙巳东海周迁琴叙，虎林郑方琴谱叙言，康熙四年师琴叙，次列太音纪法，弹琴须知等简要琴論五目，皆杂採舊说而成，全书共收二十六曲。